# Костешть (Горж)
Костешть, Костешті (рум. Costești) — село у повіті Горж в Румунії. Входить до складу комуни Аніноаса.
Село розташоване на відстані 212 км на захід від Бухареста, 36 км на південь від Тиргу-Жіу, 53 км на північний захід від Крайови.

## Населення
За даними перепису населення 2002 року у селі проживали 1135 осіб, з них 1134 особи (99,9%) румунів. Усі жителі села рідною мовою назвали румунську.